# MAP1A
MAP1A‏ (Microtubule associated protein 1A) هوَ بروتين يُشَفر بواسطة جين MAP1A في الإنسان.